# McKittrick (Californie)
Pour les articles homonymes, voir McKittrick.
McKittrick est un census-designated place du comté de Kern, dans l'État de Californie, aux États-Unis,. En 2020, elle compte une population de 102 habitants.